# Токийский центр водных видов спорта
Токийский центр водных видов спорта (яп. 東京アクアティクスセンター, Tōkyō akuatikusu sentā, англ. Tokyo Aquatics Centre) — это закрытый бассейн, который находится в приморском парке Тацуми-но-Мори (яп. 辰巳の森海浜公園 в районе Кото южной части столицы Японии Токио. Комплекс был построен к началу Олимпийских и Паралимпийских игр 2020 и может вместить 15000 зрителей.

## Строительство
Строительство бассейна началось в апреле 2017 года и было завершено в феврале 2020 года. Официальное открытие было отложено из-за пандемии COVID-19 состоялось 26 октября 2020 года.

### Скандалы
В 2018 году во время строительства произошёл скандал, связанный с амортизаторами компании KYB, и, поскольку эти устройства также использовались в этом здании, возникла необходимость в замене гидравлических масляных демпферов здания.

## Технические данные
В аквацентре пять этажей: четыре надземных и один подземный. Он поднимается на высоту 37 м с общей площадью 65500 кв. м., имеет главный бассейн, дополнительный бассейн и бассейн для дайвинга. Вместимость зала 15 000 зрителей. 
Крышу сначала возводили на земле, а затем постепенно поднимали на высоту 37 метров. Её длина 160 метров, ширина 130 метров и толщина 10 метров. Крыша весит 7000 тонн. 
После Олимпийских и Паралимпийских игр бассейн будет по-прежнему использоваться в качестве плавательной арены, но с уменьшенным количеством общественных трибун. Это также будет общественный бассейн.
Колонны снаружи напоминают бамбуковую рощу, а потолок бассейна украшен мотивом оригами, повсюду выражающим японское происхождение.

### Видео
| Видео        |
| ------------ |
| Подъём крыши |

## Галерея

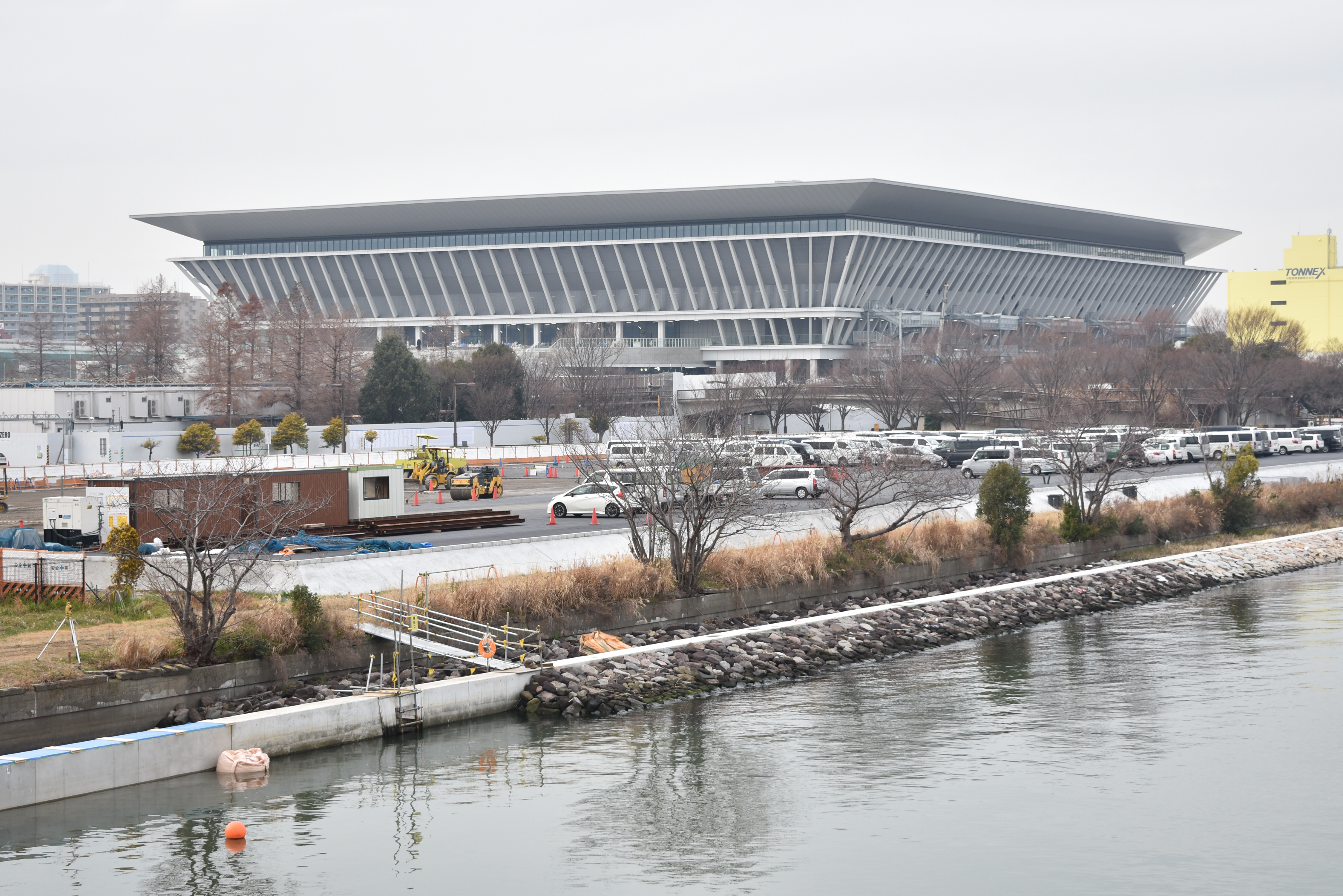
Токийский центр водных видов спорта
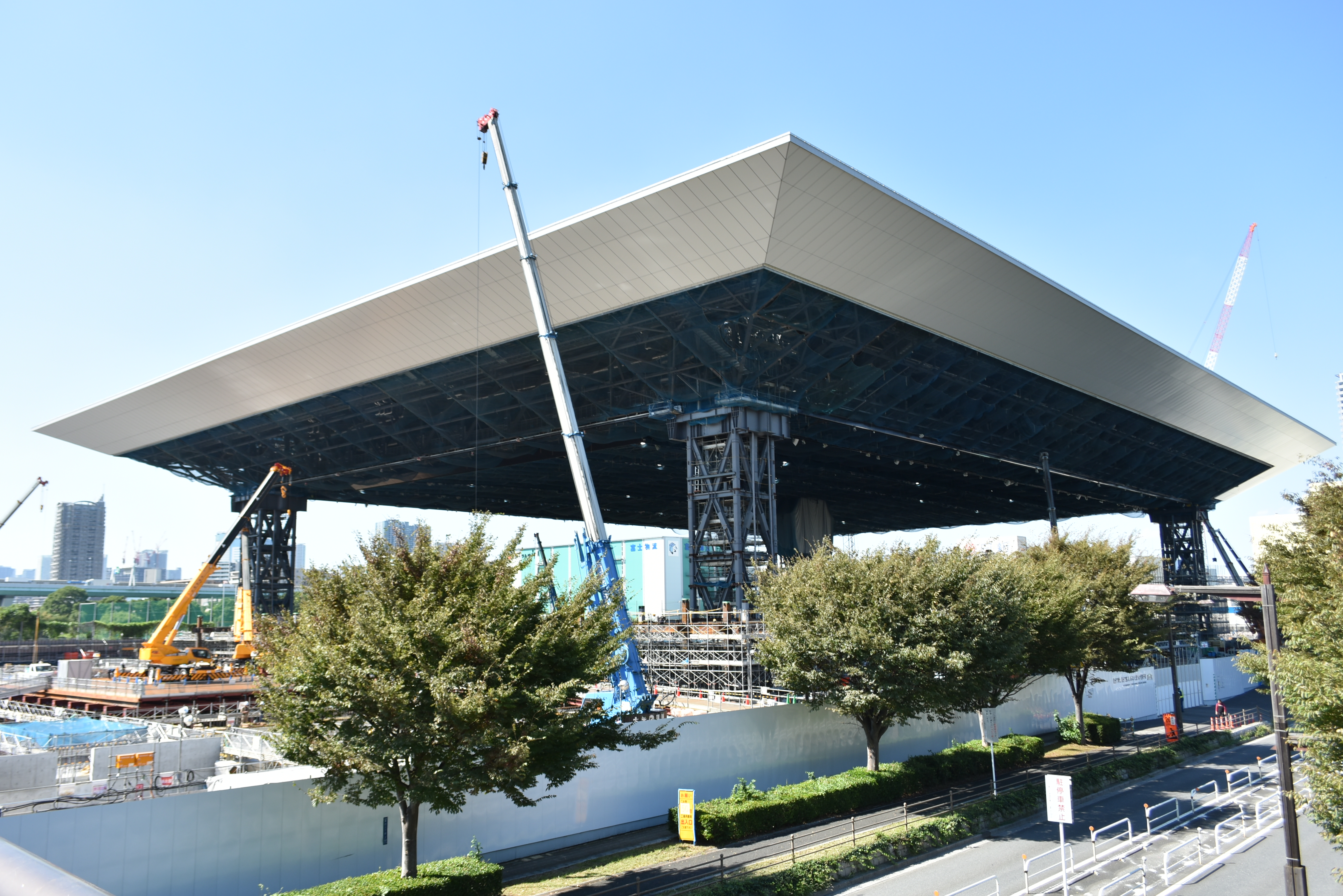
Подъём кровли
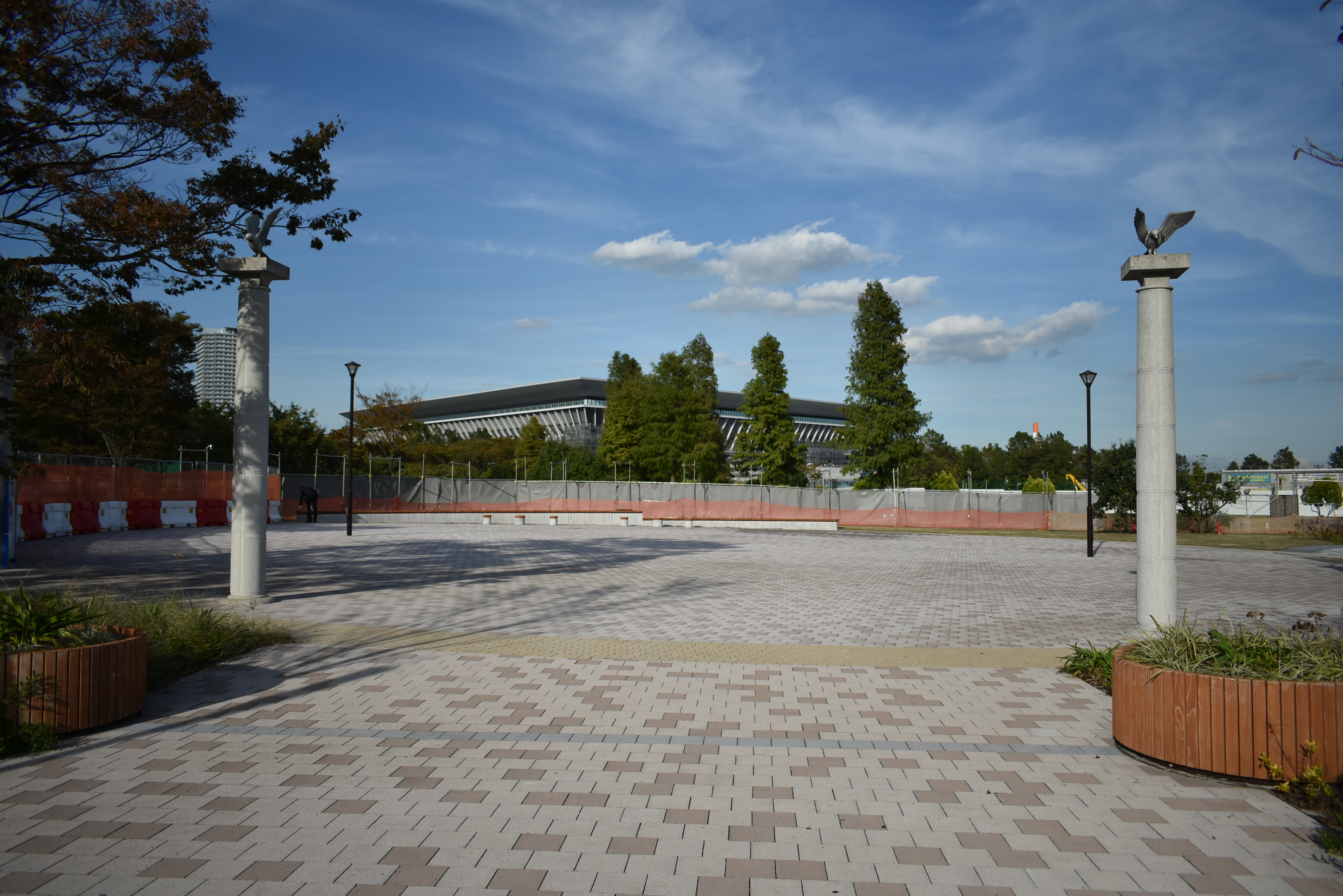
Вход в парк Тацуми-но-Мори
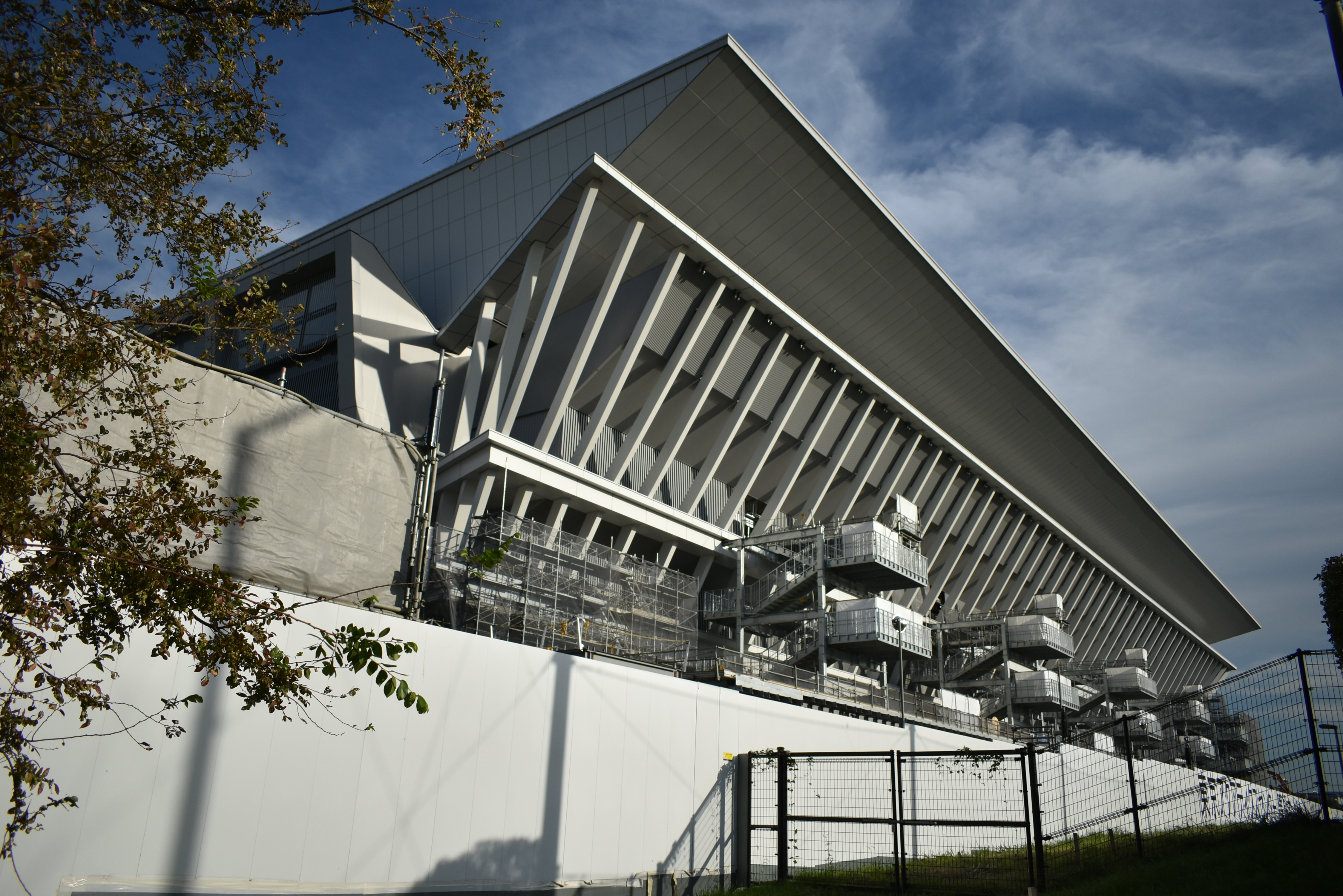
Аквацентр (2019). Юго-запад
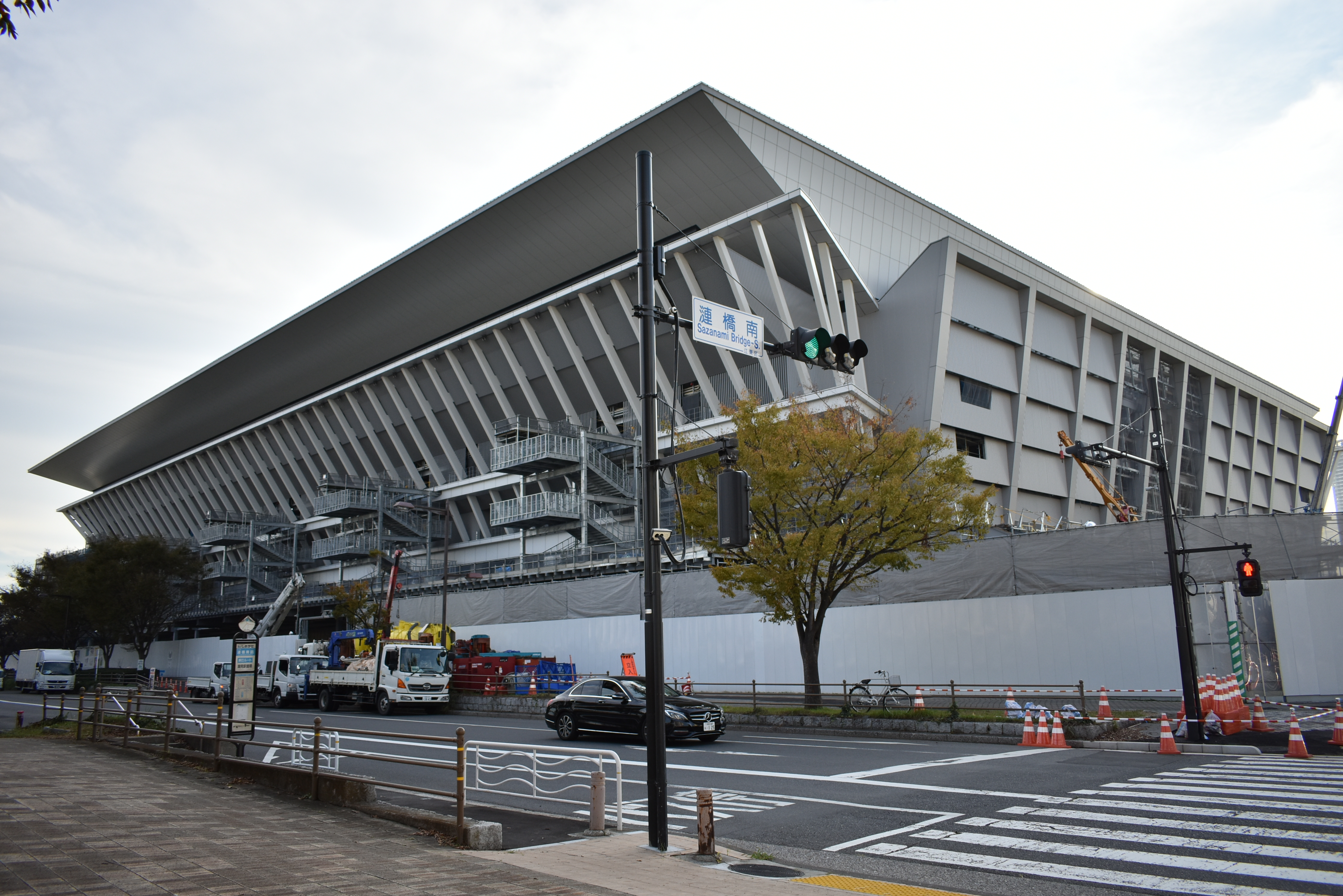
Аквацентр (2019). Северо-восток

## Спортивные соревнования
- Кубок мира по прыжкам в воду 2021
- Плавание на Олимпийских играх 2020
- Синхронное плавание на Олимпийских играх 2020
- Прыжки в воду на Олимпийских играх 2020
- Плавание на Паралимпийских играх 2020